# Delqand
Delqand (persiska: دلقند) är en ort i Iran.   Den ligger i provinsen Khorasan, i den nordöstra delen av landet, 600 km öster om huvudstaden Teheran. Delqand ligger 945 meter över havet och antalet invånare är 346.
Terrängen runt Delqand är huvudsakligen platt, men norrut är den kuperad.Runt Delqand är det ganska glesbefolkat, med 29 invånare per kvadratkilometer. Närmaste större samhälle är Sabzevar, 6,2 km väster om Delqand. Omgivningarna runt Delqand är i huvudsak ett öppet busklandskap.